# Parafia Ducha Świętego w Osinach
Parafia pw. Ducha Świętego w Osinach – katolicka parafia w dekanacie gorzyckim, istniejąca od 3 czerwca 1979 roku.